# O.S.S.
O.S.S. (Brasil: Sob o Manto Tenebroso ) é um filme estadunidense de 1946, do gênero drama de guerra, dirigido por Irving Pichel e estrelado por Alan Ladd e Geraldine Fitzgerald. Ladd tirou férias por quatro meses, até que a Paramount Pictures lhe apresentasse um contrato mais lucrativo e só então fez o filme. Ao contrário do que era comum na época, não há final feliz.
A sigla significa Office of Strategic Services, ou seja, Escritório de Serviços Estratégicos, serviço de contraespionagem dos EUA na Segunda Guerra Mundial, que deu origem à CIA.

## Sinopse
França, Segunda Guerra Mundial. John Martin é um espião que faz parte de uma nova equipe especialmente treinada, cuja primeira missão é destruir o túnel Corbett Mallon e com isso impedir os alemães de reabastecer suas tropas. Entre os companheiros de Martin está a valorosa agente Elaine Dupree, com quem ele vive muitas aventuras. Logo estão apaixonados, porém o dever se interpõe entre eles e a compreensão de que sacrifícios são necessários em tempos de guerra levará a um final tanto trágico quanto melancólico.

## Elenco
| Ator/Atriz           | Personagem           |
| -------------------- | -------------------- |
| Alan Ladd            | John Martin          |
| Geraldine Fitzgerald | Elaine Dupree        |
| Patric Knowles       | Comandante Brady     |
| John Hoyt            | Coronel Paul Meister |
| Richard Benedict     | Bernay               |
| Richard Webb         | Parker               |
| Gloria Saunders      | Mary Kenny / Sparky  |
| Harold Vermilyea     | Amadeus Brink        |